# Lage Tatra
De Lage Tatra (Slowaaks: Nízke Tatry) is een gebergte in Slowakije. Ondanks de naam wordt het gebergte niet tot de Tatra in bredere zin gerekend. Ten zuiden van de Lage Tatra ligt het Slowaaks Ertsgebergte.
Het is gelegen ten zuiden van de rivier de Váh, ten zuiden en lager dan de Hoge Tatra, maar wel uitgestrekter. De Lage Tatra is ook groener dan zijn hogere broer en staat bekend als misschien wel het mooiste natuurgebied van Centraal-Europa. Het is het belangrijkste recreatiegebied van de Slowaken zelf. Het hoogste punt is de Ďumbier (2043 m). Het gebergte ligt grofweg tussen twee belangrijke Slowaakse steden, Poprad ten noordoosten en het historische Banská Bystrica ten zuidwesten.
Sinds 1978 is het gebergte ondergebracht in het Nationaal Park Lage Tatra.